# Центральное руководство крестьянского движения (Польша)
Центральное руководство крестьянского движения (пол. Centralne Kierownictwo Ruchu Ludowego, CKRL) — подпольное руководство польского крестьянского движения во время Второй мировой войны.

## История
Было основано в феврале 1940 года Мацеем Ратаем, который, в свою очередь, привлек к работе Юзефа Нечко, Юзефа Грудзинского и Станислава Осецкого.  В годы войны ему подчинялись Союз сельской молодёжи «Вичи», Союз народной интеллигенции и друзей села, Народный союз женщин, а также часть Крестьянской организации свободы «Рацлавице» и ЧМВ «Сев» . Был также создан Программный комитет, председателем которого был назначен Станислав Милковский.
Под руководством CKRL была создана подпольная крестьянская организация — Народную партию «Рох». CKRL руководил всей политической и военной деятельностью подпольного крестьянского движения в Польше. Доверенными лицами CKRL были: руководитель Крестьянских батальонов Юзеф Нечко, Народной гвардии безопасности (Станислав Котер) и Народного союза женщин. Председатель CKRL был также председателем партии Рох.

## Руководство
1. Мачей Ратай (февраль–июнь 1940)
2. Станислав Осецкий (июнь 1940 – август 1944)
3. Казимеж Багинский (октябрь–ноябрь 1944)
4. Юзеф Нечко (ноябрь 1944 – июль 1945)

## Члены
- Мачей Ратай (февраль–июнь 1940)
- Юзеф Нечко (февраль 1940 г.)
- Юзеф Грудзинский (февраль 1940)
- Станислав Осецкий (февраль 1940 г.)
- Ромуальд Тычинский (апрель–май 1940)
- Станислав Мерзва
- Казимеж Багинский